# Ivor Bueb
Ivor Léon John Bueb (6 de junho de 1923 – 1 de agosto de 1959) foi um automobilista britânico que nasceu na Inglaterra.
Bueb participou de seis Grandes Prêmios de Fórmula 1, tendo como melhor resultado um 11º lugar na Alemanha em 1958.